# Madrid Club de Fútbol Femenino
El Madrid Club de Fútbol Femenino es un club de fútbol femenino de Madrid, España, creado en 2010. Desde la temporada 2013-14 compitió en la Segunda División y desde la temporada 2017-18 es equipo de la Primera División.
Disputó la fase de ascenso a Primera División en tres temporadas: 2014-15, 2015-16 y 2016-17. No lo logró en la primera (cedió ante el Oiartzun KE) y tampoco en la segunda (contra la UD Tacuense); pero sí en la tercera, al imponerse en la liguilla de ascenso al Sporting CF Plaza de Argel de Alicante y al CE Seagull de Badalona.
En 2015 fue el club femenino más galardonado con 17 premios en la Gala de Fútbol de Madrid y el segundo club que más jugadoras aportó a las selecciones españolas sub-17 y sub-19, solo por detrás del Fútbol Club Barcelona.

## Trayectoria en Liga
- 2010-11: Primera Regional Madrid (5º)
- 2011-12: Primera Regional Madrid (1º)
- 2012-13: Preferente Madrid (2º)
- 2013-14: Segunda División, Gr. 5 (3º)
- 2014-15: Segunda División, Gr. 5 (1º)
- 2015-16: Segunda División, Gr. 5 (2º)
- 2016-17: Segunda División, Gr. 5 (1º)
- 2017-18: Primera División (9º)
- 2018-19: Primera División (13º)
- 2019-20: Primera División (13º)
- 2020-21: Primera División (7º)
- 2021-22: Primera División (13º)
- 2022-23: Primera División (5º)

 - Campeonato de Liga 

 - Ascenso 

 - Descenso 

## Uniforme
- Uniforme titular: Camiseta blanca, pantalón blanco, medias blancas.
- Uniforme visitante: Camiseta rosa, pantalón blanco, medias rosas.
- Uniforme alternativo: Camiseta negra, pantalón negro, medias rosas.

## Estadio
En sus primeras temporadas el club disputó sus partidos en el Polideportivo Municipal Luis Aragonés del barrio de Canillas, Madrid. En 2017 se trasladó al Estadio Municipal José Luis de la Hoz – Matapiñonera después de llegar a un acuerdo con el Ayuntamiento de San Sebastián de los Reyes y con la Unión Deportiva San Sebastián de los Reyes.
En 2022, el Madrid Club de Fútbol Femenino firmó un acuerdo con el CF Fuenlabrada para jugar en el Estadio Fernando Torres desde la temporada 2022-23.

## Datos del club
- Temporadas en Primera División (6): 2017-18 a 2022-23.
- Temporadas en Segunda División (4): 2013-14 a 2016-17.
- Temporadas en Preferente de Madrid (1): 2012-13.
- Temporadas en Primera Regional de Madrid (2): 2010-11 y 2011-12.
- Mejor puesto en la liga: 1º (Segunda División, temporadas 2014-15 y 2016-17)
- Peor puesto en la liga: 13º (Primera División, temporadas 2018-19 y 2019-20)

## Organigrama deportivo

### Jugadoras
La plantilla y el cuerpo técnico del primer equipo femenino para la actual temporada son los siguientes:

## Fútbol base
Actualmente la estructura de fútbol base del club tiene un total de 41 equipos en competición, más de 650 jugadoras, actualmente la cantera más grande de España.
Siguiendo el camino del Infantil de fútbol 11, en la temporada 2016-17 se formó el equipo de Alevín fútbol 11, para competir en la liga mixta. Logrando el subcampeonato de grupo en su primer año, y consiguiendo el ascenso a Primera División para la temporada 2017-18.

## Palmarés
- Campeonato de Segunda División (2): 2014-15 y 2016-17.
- Campeonato en Primera Regional Madrileña (1): 2011-12.
- Subcampeonato de Segunda División (1): 2015-16.
- Subcampeonato de Regional Preferente Madrileña (1): 2012-13.